# 56. Division (Japanisches Kaiserreich)
Die 56. Division (jap. 第56師団, Dai-gojūroku Shidan) war eine Division des Kaiserlich Japanischen Heeres, die 1940 aufgestellt und 1945 aufgelöst wurde. Ihr Tsūshōgō-Code (militärischer Tarnname) war Drachen-Division (龍兵団, Ryū-heidan) bzw. Ryū 6705.

## Geschichte der Einheit
Die Division wurde am 10. Juli 1940 unter dem Kommando von Generalleutnant Watanabe Masao als Triangulare Division in Kurume aufgestellt und bestand hauptsächlich aus der 56. Infanterie-Brigade (113., 146. und 148. Regiment) sowie dem 56. Aufklärungs-Regiment, der 56. Divisions-Artillerie-Gruppe und dem 56. Pionier- und Transport-Regiment.
Sie war anfangs der 25. Armee unterstellt und war kurz vor Ausbruch des Pazifikkrieges für den Einsatz der japanischen Invasion Malaysias vorgesehen.

### Philippinen
Am 8. Dezember landeten die 16. und 48. Division der 14. Armee auf den Philippinen und begannen damit die Eroberung der Philippinen. Kurzfristig wurde die 56. Infanterie-Brigade, Sakaguchi Detachement genannt nach ihrem Befehlshaber Generalmajor Sakaguchi Shizuo, der 14. Armee unterstellt. Von der Angriffsbasis Palau liefen die Truppentransporter Mitte Dezember 1941 nach Mindanao in den Südphilippinen, wo die Einheit am 20. Dezember Davao einnahm. Von dort aus setzte sie nach Jolo im Sulu-Archipel über, das am 24. Dezember in ihre Hände fiel.
Der Rest der 56. Division wurde währenddessen der 15. Armee zugeteilt, die sich auf die Invasion Burmas vorbereitete.

### Java
Sakaguchi führte seine Kampfgruppe in der Folge am 11. Januar während der japanischen Invasion Niederländisch-Ostindiens nach Tarakan (→ Schlacht um Tarakan) und am 24. Januar nach Balikpapan. Von dort aus setzte sie nach Java über und landete am 1. März bei Kragan, mit dem Ziel der Einnahme von Tjilatjap, das am 8. März fiel. Am nächsten Tag ergaben sich die KNIL-Truppen unter Generalmajor Pierre Antoine Cox.
Ende März 1941 wurde das Sakaguchi Detachement nach Burma verschifft, wo die Einheiten wieder zum Kern der 56. Division stießen.

### Burma 1942

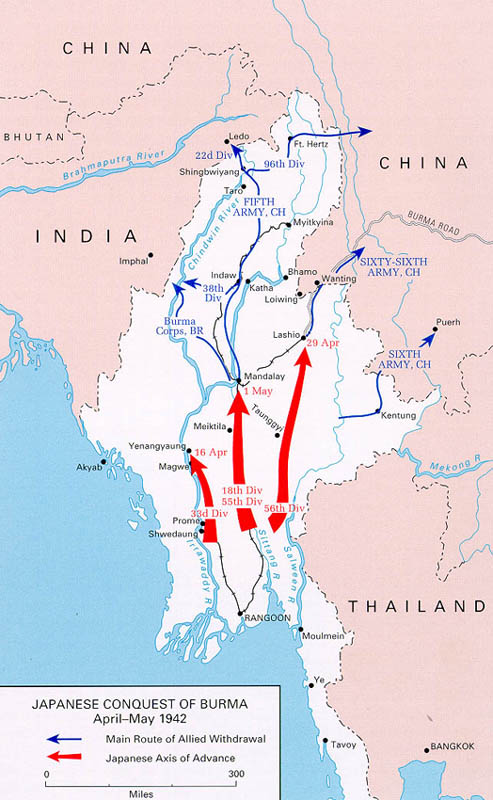
Japanische Eroberung Burmas, April–Mai 1942

Am 16. Januar 1942 drangen die 33. und 55. Division der 15. Armee in Burma ein und eröffneten die Japanische Eroberung Burmas. Bis 6. März war Rangun erobert, woraufhin die japanischen Kräfte durch die 18. und 56. Divisionen verstärkt wurden, die über den Seeweg im besetzten Rangun landeten. Anschließend bewegten sich die japanischen Truppen in drei Angriffssäulen nordwärts, wobei die Stadt Lashio das Ziel der 56. Division war. Ab 19. März kam es zur Schlacht um Toungoo, das durch die chinesische 200. Division der 66. Armee verteidigt wurde. Am 29. März mussten die Chinesen dem japanischen Druck nachgeben und zogen sich nach dem Verlust von fast 80 % ihrer Truppen über Lashio nach China zurück.
Anfang Mai 1942 hatten sich die alliierten Truppen aus Burma zurückgezogen und die Kämpfe flauten ab. Die 56. Division verblieb während der Japanische Besetzung Burmas als Garnison im Land.
Am 1. Dezember 1942 übernahm Generalleutnant Matsuyama Yūzō die Division.

### Burma 1944/45
Im April 1944 wurde die 56. Division der 33. Armee unterstellt, die den Nordosten Burmas verteidigte. Im Zuge der chinesischen Gegenoffensive 1944/45 (u. a. Schlacht am Berg Song) wurde die 56. Division, wie die übrigen japanischen Kontingente, im August 1945 vernichtet bzw. hörte auf, als Großverband zu bestehen.

## Gliederung
Im Juli 1940 erfolgte die Aufstellung als Triangulare Typ B „Standard“ Division wie folgt:
- 56. Infanterie-Divisions-Stab (350 Mann)
  - 56. Infanterie-Brigade-Stab (100 Mann)
    - 113. Infanterie-Regiment (3275 Mann)
    - 146. Infanterie-Regiment (3275 Mann)
    - 148. Infanterie-Regiment (3275 Mann)
    - 56. Infanterie-Brigade-Tanketten-Kompanie (ca. 100 Mann)

  - 56. Aufklärungs-Verband (600 Mann)
  - 56. Feldartillerie-Regiment (2100 Mann; 36 Typ 41 75-mm-Gebirgsgeschütze)
  - 56. Pionier-Regiment (ca. 1400 Mann)
  - 56. Fernmelde-Einheit (ca. 240)
  - 56. Transport-Regiment (ca. 2500 Mann)
  - 56. Versorgungs-Kompanie (ca. 200 Mann)
  - 56. Sanitäts-Verband (ca. 1500 Mann)
  - 56. Feldhospital (Drei Feldhospitäler mit jeweils ca. 500 Mann)
  - 56. Wasserversorgungs- und -aufbereitungs-Einheit (ca. 235 Mann)
  - 56. Veterinär-Hospital (ca. 200 Mann)

Gesamtstärke: ca. 21.660 Mann